# Georg Heinrich Weber
Georgius "Georg" Heinrich Weber (Göttingen, 27 de juliol 1752 − Kiel, 25 de juliol de 1828) va ser un metge i botànic alemany. La seva signatura abreujada com a botànic és: Weber.

## Biografia
El seu pare, Andreas Weber (1718-1781) va ser professor de filosofia a la Halle (Saale), des 1750-1769 a Göttingen i després a Kiel.
Georg Heinrich Weber va estudiar medicina a Göttingen, on va rebre el seu doctorat 1774 El 1780 va ser nomenat professor titular de medicina i botànica.
En aquells anys a Kiel els malalts eren tractats al seu domicili El 1788 Georg va començar a construir un hospital el qual va ser completat l'any 1791.
També va dirigir el jardí botànic de Kiel on el succeí el seu fill  Friedrich Weber (1781-1823) 

## Obres
- Bitte an das Publicum um Unterstützung zu dem in Kiel zu errichtenden Krankenhause. 1788.
- Commentatio botanico-medica, sistens vires plantarum cryptogamicarum medicas. 1778. Untersucht den heilkundlichen Einsatz von Moosen und Farnen.
- Spicilegium florae Göttingensis plantas imprimis cryptogamicas Hercyniae illustrans. (Google books)
- Flora von Göttingen. 1778. Eine frühe Erfassung der Pflanzenbestände.
- Einige Erfahrungen über die Behandlung der jetzigen Ruhrepidemie.
- Ueber die Schleswig’schen Möwen und Holsteinschen Schwimmvögel. 1798.